# Wirtschaftssimulation
Als Wirtschaftssimulation wird eine meist vereinfachte und mittels der EDV erfolgende Simulation volkswirtschaftlicher und betriebswirtschaftlicher Prozesse bezeichnet.
Wirtschaftssimulationen sind ein wichtiges Feld der Forschung im Bereich Betriebswirtschaft und Volkswirtschaft. Sie werden zu Ausbildungszwecken eingesetzt, aber auch zur Prognostik in der betrieblichen Planung. In diesem Fall sind die Simulationen darauf gerichtet, ein möglichst realitätsnahes Abbild zu erstellen, das nur an begründeten Stellen vereinfacht wird. Eine Ausbildungssimulation dagegen muss nur bezüglich des Trainingsziels sachgerecht sein.
Weithin bekannt sind Wirtschaftssimulationen auch als Computerspiele mit vornehmlichen Unterhaltungscharakter. Diese greifen wirtschaftliche Zusammenhänge als tragendes Element der Spielidee zurück, sind jedoch stark vereinfacht und oft mit phantastischen Elementen unterlegt. Sie eignen sich daher nur bedingt für Ausbildungszwecke.